# EFUSE
Na computação, eFUSE é uma tecnologia criada pela IBM que permite a reprogramação dinâmica em tempo real de chips de computador. Abstratamente, a lógica do computador é em geral "esboçada" ou "codificada" em um chip e não pode ser alterada uma vez que o chip é fabricado. Utilizando um eFUSE (ou, de forma mais realista, uma série de eFUSEs individuais), o fabricante de um chip pode permitir que os circuitos de um chip mudem enquanto ele estiver em operação.
A finalidade primária dessa tecnologia é permitir o ajuste interno de desempenho no chip. Caso certos subsistemas falhem, demorem muito para responder, ou estejam consumindo muita força, o chip pode instantaneamente mudar seu comportamento "detonando" um eFUSE.

## Implementações
- GAN (Global Area Network) E:FUSE gerenciada por DonnypixXal Collective, propriedade de Dr. Edward Nicholas e Srta. Page Rose Halsey.
- Processadores RISC de alto desempenho POWER5 e POWER6 da IBM.
- Processadores para mainframes System z9 e System z10 da IBM.
- Cell para PlayStation 3 da Sony/Toshiba/IBM.
- CPU Xenon para Xbox 360 da IBM/Microsoft.
- Celulares e outros dispositivos baseados em TI OMAP3.[1][2]